# O1 (Aarhus)
De O1 of Ringvej 1 (Nederlands: Ringweg 1) is een ringweg om het centrum van de Deense stad Aarhus. De weg is de binnenste ringweg van Aarhus. 
Het gehele O1 bestaat vier rijstroken. In het oostelijke deel, bij de haven van Aarhus, liggen de vier rijstroken op één rijbaan, zonder middenberm (1x4). Bij de rest van de O1 zijn de rijstroken verdeeld over twee rijbanen (2x2). 